# Anne Cobden-Sanderson
Pour les articles homonymes, voir Cobden et Sanderson.
Julia Sarah Anne Cobden-Sanderson (née Cobden ; 26 mars 1853 - 2 novembre 1926) est une socialiste, suffragette et végétarienne anglaise.

## Biographie
Cobden naît à Londres en 1853, fille de Catherine Anne et du politicien radical Richard Cobden. Elle passe son enfance à Dunford House, Midhurst, dans le Sussex, puis après la mort de son père (1865), sa mère s'installe au pays de Galles, et Anne Cobden fait ses études dans des écoles à Londres et en Allemagne. Elle vit pendant un certain temps dans le cercle familial de George MacDonald à Kelmscott House qui devient plus tard la résidence de William Morris. Elle voyage avec sa sœur Ellen Melicent Cobden et Robert Lambert Playfair dans les Aurès en 1874, puis s'installe à partir de 1877 avec ses sœurs à Londres, où elle fait du travail social dans l'East End. Elle fait la connaissance à Sienne en avril 1881 où elle voyage avec son autre sœur, Jane Cobden, de l'avocat Thomas Sanderson qu'elle épouse le 5 août 1882. Ils prennent tous les deux le nom de famille Cobden-Sanderson. 
Anne craint que son mari pense plutôt qu'agir, et elle lui suggère de se lancer dans la reliure. Ils font déjà partie du cercle social de William Morris et de Jane Burden, et c'est son mari qui invente le terme « Arts and Crafts ». Morris a déjà créé la maison Kelmscott Press lorsque le mari d'Anne et un photographe nommé Emery Walker acceptent de fonder une maison d'édition. Elle s'appelle Doves Press et les bénéfices doivent être partagés, mais c'est Anne qui met en place le capital de 1 600 £ pour démarrer l'entreprise. Fondamentalement, il est convenu qu'en cas de fin du partenariat, Walker aura droit à une copie de la police qu'ils proposent de créer. La police Doves est créée et le mari d'Anne utilise des principes stricts "Arts and Crafts" pour créer la Bible Doves, qui est vendue avec un bénéfice de 500 £. En 1906, les partenaires se disputent à cause du manque d'intérêt de Walker et de l'intérêt obsessionnel de son mari. Malgré l'accord, le mari d'Anne ne livre pas une copie de la police et s'arrange plutôt pour que chaque copie de la conception soit jetée dans la Tamise.

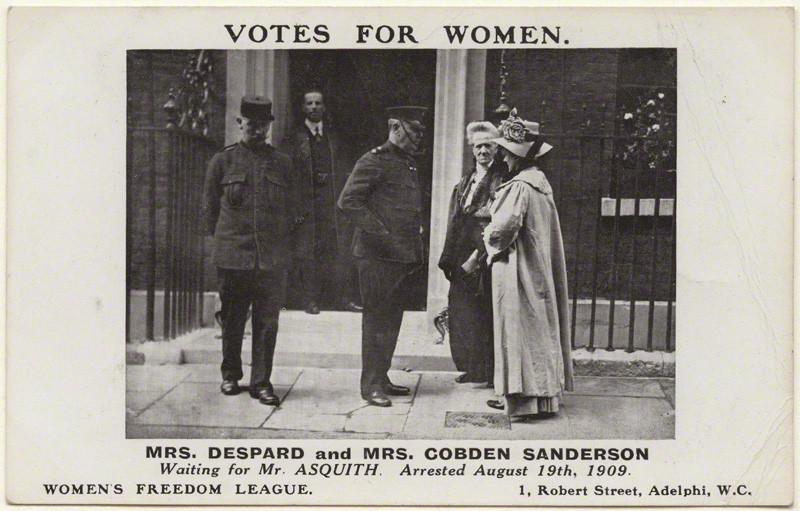
Cobden-Sanderson au 10 Downing Street peu avant son arrestation en 1909.

Cobden-Sanderson travaille pour le Parti travailliste indépendant et elle est arrêtée comme suffragette en octobre 1906 (avec Minnie Baldock (en) et Nellie Martel (en)). Bernard Shaw écrit une lettre de protestation en septembre et elle est libérée le mois suivant. Elle est membre fondatrice de la Women's Freedom League. Elle aide également à former la Women's Tax Resistance League en 1909.

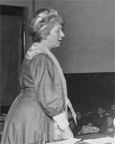
Anne Cobden-Sanderson aux États-Unis, en 1907.

En 1907, elle est invitée à prendre la parole aux États-Unis par Harriet Stanton Blatch pour parler aux suffragettes américaines des méthodes de protestation utilisées en Grande-Bretagne. Elle s'adresse à la première réunion de la Bryn Mawr College Suffrage Society en utilisant le titre "Pourquoi je suis allé en prison". Elle va en Amérique avec son mari et, alors qu'elle parle à des groupes de défense des droits des femmes, il est accueilli comme une célébrité Arts and Crafts. En 1914, elle signe la lettre ouverte de Noël adressée par des suffragistes britanniques aux femmes d'Allemagne et d'Autriche au début de la Première Guerre mondiale
Son mari meurt en 1922. Après sa mort, Cobden-Sanderson paye une grosse somme au graveur Emery Walker, pour le dédommager de la perte de la police de caractères que son mari a jetée dans la Tamise à la fin de son partenariat avec celui-ci. 
Cobden-Sanderson meurt à Hammersmith en 1926.
Son arrière-arrière-petit-fils, Nick Cobden-Wright, lance une campagne pour sauver son ancienne maison, Dunford House, Midhurst (également la maison de son père Richard Cobden, député radical et libéral) de la vente en 2019 par les propriétaires actuels, la Young Men's Christian Association (YMCA). Elle contient sa bannière "No Vote No Tax" qu'elle a tenue lors de la manifestation de Downing Street. Sa campagne de la Fondation Cobden est soutenue par l'arrière-petite-fille d'Emmeline Pankhurst, Helen Pankhurst (en), entre autres.

## Végétarisme
Cobden-Sanderson étudie la théosophie et le végétarisme. Elle devient végétarienne à 20 ans et écrit How I Became a Vegetarian, en 1908,. 
En 1908, elle forme le New Food Reform Movement (en) avec Sarah Grand et les végétariennes Charlotte Despard, Beatrice Webb et Benjamin Seebohm Rowntree. Le mouvement vise à éclairer l'opinion publique sur une alimentation saine. Cobden-Sanderson s'oppose au régime riche en viande de l'époque, arguant qu'il est nocif pour la santé et mauvais pour la digestion. 

## Journal
Les papiers de la gouverneure de Holloway du XXe siècle, Joanna Kelley (en), se trouvent à la bibliothèque de la LSE et contiennent le journal de prison de Sanderson (confisqué ?).